# Histoire de la Révolution française
Histoire de la Révolution française (The French Revolution: A History) est une œuvre de l'historien écossais Thomas Carlyle parue en 1837. Elle se compose de trois tomes et retrace le cours de la Révolution française. L'œuvre a une influence profonde et durable sur la culture du Royaume-Uni.
Les trois volumes ont été publiés en français en 1866-1867.